# Lillian Rogers Parks
Lillian Rogers Parks, född 1 februari 1897, död 6 november 1997, var en amerikansk tjänsteflicka och sömmerska som arbetade i Vita huset.
Tillsammans med journalisten Frances Spatz Leighton, medförfattare till flera böcker om Vita huset, publicerade Parks My Thirty Years Backstairs at the White House. Boken behandlar en över 60 år lång period i hushållspersonalens liv i Vita huset. Den behandlar bland annat Parks upplevelser som sömmerska, och hennes mor, Margaret 'Maggie' Rogers, som arbetade som tjänsteflicka där i 30 år. Många av de gåvor hon fick (vilket avslöjades i boken) av amerikanska presidenter blev senare betydande artefakter och samlarföremål i samband med amerikansk presidenthistoria, vilket slutligen resulterade i Raleigh DeGeer Amyx-samlingen.  Hon publicerade 1981 också The Roosevelts: a Family in Turmoil tillsammans med Frances Spatz Leighton.

## Publikationer
- 1961: My Thirty Years Backstairs at the White House. New York: Fleet (med F. S. Leighton)
- 1969: It Was Fun Working at the White House. New York: Fleet (med F. S. Leighton)
- 1981: The Roosevelts: a Family in Turmoil. Englewood Cliffs: Prentice-Hall ISBN 0137830432 (med F. S. Leighton)

### Fotnoter
1. ↑  ”Lillian Parks (100) dies; had backstairs White House view”. The New York Times. 12 november 1997. http://www.nytimes.com/1997/11/12/us/lillian-parks-100-dies-had-backstairs-white-house-view.html?pagewanted=1. Läst 30 januari 2010.